# Psalydolytta jaloffa
Psalydolytta jaloffa es una especie de coleóptero de la familia Meloidae.

## Distribución geográfica
Habita en Uganda, Ghana y Senegal.